# كارول هولواي
كارول هولواي (بالإنجليزية: Carol Holloway)‏ هي ممثلة أمريكية، ولدت في 30 أبريل 1892 في ويليامزتاون في الولايات المتحدة، وتوفيت في 3 يناير 1979 في كاليفورنيا في الولايات المتحدة.

## وصلات خارجية
- كارول هولواي على موقع IMDb (الإنجليزية)
- كارول هولواي على موقع قاعدة بيانات الفيلم (الإنجليزية)